# Sukapancar
Sukapancar is een bestuurslaag in het regentschap Tasikmalaya van de provincie West-Java, Indonesië. Sukapancar telt 3772 inwoners (volkstelling 2010).